# Château de Paneretta
Le château de Paneretta (en italien : Castello della Paneretta)  est un château médiéval situé à Barberino Tavarnelle (ville métropolitaine de Florence) en Toscane.

## Historique
Le château a été construit à la suite de l'abandon de la forteresse de Cepparello, une structure militaire située plus bas et détruite après la bataille de Montaperti en 1260. Au XIVe siècle, une forteresse médiévale y a été construite, caractérisée par une structure quadrilatérale, des remparts massifs et des escarpements avec un crénelage guelfe entourés de quatre tours d'angle avec la puissante structure du donjon au centre. Au XVIe siècle, le château appartenait à la famille Vettori et en vertu du mariage entre Maddalena Vettori et Lodovico Capponi le Jeune, le château passa en dot en 1577 à la famille Capponi.
C'est à partir de ce moment que commencent les travaux de rénovation du château qui sera transformé en villa de campagne. De nouvelles fenêtres ont été ouvertes et la loggia de la cour intérieure décorée de fresques par Bernardino Poccetti. Le lieu était fréquenté par des artistes et des écrivains tels que Girolamo Muzio, qui dédia un poème au château et y vécut jusqu'à sa mort.
Le château est resté avec les Capponi jusqu'en 1669 quand, après le mariage de Cassandra Capponi et Carlo Riccardi-Strozzi, il passa à la famille Riccardi-Strozzi qui poursuivit les travaux de transformation. En plus du château, la dot comprenait également une riche collection de livres, manuscrits et parchemins qui constituèrent le premier noyau de la bibliothèque Riccardiana de Florence. En 1871, il devint la propriété de la famille Strozzi, puis a été acheté par la famille Albisetti qui en est restée propriétaire jusqu'en 1984.
Aujourd'hui, il abrite une entreprise agricole spécialisée dans la production de vin Chianti Classico.